# Villa Duarte
Villa Duarte es un sector perteneciente al municipio Santo Domingo oeste  en la Provincia Santo Domingo en República Dominicana.

## Orígenes del Sector
El 4 de agosto de 1496 en la margen oriental de la desembocadura del río Ozama, 
se funda la Ciudad de Santo Domingo, pero el azote de una plaga de hormigas muy 
agresivas llamadas hormigas caribes, obliga a las autoridades de la Colonia a 
trasladar la ciudad a la margen occidental. Esto significa que el espacio territorial 
que hoy ocupa el sector de Villa Duarte, fue donde se estableció en principios la 
Ciudad Primada de América; es por eso que las personas de más edad de la zona, 
afirman con orgullo que “Villa Duarte fue la Primera Capital de la República”. 
Durante muchos años a este sector se le llamó "Pajarito", nombre que posteriormente 
fue cambiado por el de "Villa Duarte".  Este viejo sector fue parte del Distrito Nacional 
de la República Dominicana hasta 2001 cuando pasó a formar parte del municipio 
Santo Domingo Este, luego de que el Congreso Nacional aprobara la ley 163-01 que crea 
la Provincia de Santo Domingo.  Al sector de Villa Duarte pertenecen: solo un pedacito

## Oriundos Famosos
Dominó. 
- Joaquín Martínez

Béisbol
- Manny Ramírez
- Aramis Ramírez

Baloncesto
- Franchy Prats

Deportivo
- Profesor Andrés Liberato

Boxeo
- Jesús-Pecho-castro
- Adolfo alome Mateo ( Angel-El fogon-Beltre )
- Leopoldo -El Gallito- Frías

Ajedrez
- Ramón Mateo

Futbol
- Carlos Julio Martínez

Música 
- Raulín Rosendo

Presentadores de Televisión
- Luisito Martí

Pintores
- Jesús Desangles

Políticos
- Juan de los Santos.

## Monumentos importantes
- El Monumento a la Caña fue inaugurado en el año 1992 en la avenida España, de Santo Domingo, por el entonces presidente Dr. Joaquín Balaguer. En este monumento está construido de bronce, y a su vez deja demostrar el duro trabajo que realizan los peones colonos. Vemos como es transportada la caña desde el campo de producción hasta los ingenios, el duro trabajo que realizan los obreros como sus cónyuges.
- El Faro a Cristóbal Colón, comúnmente conocido como Faro a Colón es un monumento y museo dominicano construido en honor a Cristóbal Colón, descubridor del Nuevo Mundo. En él, se dice, que se albergan los restos del insigne almirante Cristóbal Colón, aunque hay polémica al respecto, puesto que realmente se encuentran en la Catedral de Sevilla.
- Capilla De Nuestra Señora Del Rosario Se encuentra sobre un farallón, lo que hace posible apreciarla desde la Ciudad Colonial. Fue construida después de la llegada de la Orden de los Dominicos en 1497. La entrada principal, orientada hacia el oeste, se realiza a través de un pórtico que a manera de nártex preside la iglesia, recordando las iglesias primitivas del románico, detalle único en las iglesias de la colonia.